# 上海西郊賓館
上海西郊賓館是中華人民共和國上海市長寧區虹橋路1921號的一個五星級國賓館。中華人民共和國領導人會在該賓館會見外國政要。上海西郊賓館面積77萬多平方米，為4層建築，有客房140間，還帶有46.66萬平方米的綠地以及80幢別墅。賓館的體育中心有長為20米的游泳池。上海西郊宾馆是在淮阴路姚氏住宅基础上扩建而成，當地一度號称是“414”大院并对外保密。

## 历史
賓館開業於1960年，由華東建築設計院設計。建成時是毛澤東專屬的國賓館。鄧小平自1988年起連續7年在此度過春節。2001年裝修。

## 交通
- 上海轨道交通10号线水城路站

## 外部連結
- 官方网站